# Rabie Chaki
Rabie Chaki (* 14. April 1982) ist ein ehemaliger marokkanischer Tennisspieler.

## Karriere
Chaki spielte von 2001 bis 2006 hauptsächlich in Nordafrika Profiturniere der ITF Future Tour. Sein erstes Finale auf diesem Niveau erreichte er direkt in seinem ersten Jahr. Danach dauerte es bis 2006, bis er wieder in einem Finale stand und dieses auch gewann. In diesem Jahr schloss er erstmals mit einer Platzierung innerhalb der Top 600 der Weltrangliste ab. Er wurde zudem das erste Mal in die marokkanische Davis-Cup-Mannschaft berufen, wo er bis 2010 spielte und eine positive Bilanz von 15:6 vorweisen kann.
Im Jahr 2007 gewann Chaki zwei weitere Titel und spielte in Casablanca zudem sein erstes Einzelmatch auf der ATP Tour. Dies ging gegen Slimane Saoudi verloren. 2008 triumphierte er dreimal bei Futures, 2009 weitere zweimal. Erst ab 2009 versuchte er sich auch auf der höherdotierten ATP Challenger Tour zu etablieren. Einzig in Marrakesch stand er dabei einmal in einem Viertelfinale. Ansonsten konnte er sich auf dieser Ebene nicht durchsetzen. Im Februar 2010 wurde er mit Platz 338 am höchsten im Einzel notiert. Im Doppel zog der Marokkaner 2007 in Fès einmal ins Finale ein, nachdem er zweimal kampflos in die nächste Runde kam. 2009 war er mit Rang 327 am besten platziert. Keine seiner zwei Einzel- sowie vier Doppelmatches auf der World Tour konnte er siegreich absolvieren, die er allesamt durch Wildcards der marokkanischen Turnierverantwortlichen erhielt. Mitte 2010 spielte er sein letztes Turnier.